# Dwór w Izdebnie Kościelnym
Dwór w Izdebnie Kościelnym – zabytkowy budynek w Izdebnie Kościelnym w gminie Grodzisk Mazowiecki, obecnie siedziba Domu Pomocy Społecznej.

## Historia
Budowę dworu rozpoczął pod koniec XVIII wieku właściciel Izdebna, starosta wyszogrodzki Michał Szymanowski, zaś po jego śmierci w 1790 r. prace kontynuowała wdowa po nim, Aniela. Kolejnym właścicielem majątku został zięć Szymanowskiego, pochodzący z Francji baron Piotr Galichet. Po śmierci barona w 1846 r. majątek odkupił siostrzeniec jego żony Feliks Łubieński. W późniejszych latach, przy czym nieznana jest dokładna data, dwór przeszedł na własność rodziny Szczygielskich, którzy przenieśli tam swoją siedzibę z pobliskiej Kraśniczej Woli. 1 lipca 1944 ówczesny właściciel majątku Mieczysław Jurge-Szczygielski, służący w Armii Krajowej w stopniu kapitana pod pseudonimem "Żbik", został wraz z synem Janem (ps. "Łoś") oraz 10 innymi osobami aresztowany przez Gestapo, a dwa dni później rozstrzelany za działalność podziemną.
Po II wojnie światowej majątek został poddany parcelacji, otaczające go parki w dużej mierze zniszczone, zaś sam dwór został ograbiony z cenniejszych elementów wyposażenia i znacjonalizowany. Początkowo zlokalizowano w nim dom dziecka, a następnie znajdujący się tam do dziś dom pomocy społecznej, przyjmujący w tej lokalizacji wyłącznie kobiety, dla których przygotowano 20 miejsc (stan na czerwiec 2020 r.). W 1964 i 1990 r. budynek poddawany był remontom.
W 1962 roku dwór wraz z otaczającym go parkiem zostały wpisane do rejestru zabytków pod numerem 1035/457/62.